# Cyprian Kimurgor Kotut
Cyprian Kimurgor Kotut (né en 1992) est un athlète kényan, spécialiste des courses de fond. 

## Biographie
Le 6 mars 2016, Cyprian Kimurgor Kotut remporte le Semi-marathon de Paris en 1 h 1 min 4 s. 
Le 3 avril 2016, il remporte le Marathon de Paris dans le temps de 2 h 7 min 11 s, devant ses compatriotes Laban Korir et Stephen Chemlany. 

### Palmarès
| Date | Compétition            | Lieu   | Résultat | Épreuve       | Performance    |
| ---- | ---------------------- | ------ | -------- | ------------- | -------------- |
| 2016 | Semi-marathon de Paris | Paris  | 1er      | Semi-marathon | 1 h 1 min 4 s  |
| 2016 | Marathon de Paris      | Paris  | 1er      | Marathon      | 2 h 7 min 11 s |
| 2024 | Marathon de Berlin     | Berlin | 2e       | Marathon      | 2 h 3 min 22 s |

### Records
| Épreuve       | Performance    | Lieu      | Date              |
| ------------- | -------------- | --------- | ----------------- |
| Marathon      | 2 h 3 min 22 s | Paris     | 29 septembre 2024 |
| Semi-marathon | 59 min 12 s    | New Delhi | 23 novembre 2014  |